# Charles de Léobardy
Charles de Léobardy est un notable limousin né Guillaume Frédéric Charles Ferdinand de Léobardy, le 12 janvier 1821 à La Jonchère-Saint-Maurice en Haute-Vienne, et mort dans cette commune le 2 mars 1903. Il fut maire de la Jonchère et conseiller général de Laurière.
Il est considéré comme un des principaux instigateurs de l'amélioration de la race bovine limousine. Sur la grande propriété qu'il hérite de son père et qui est travaillée par des métayers, il met en place des méthodes de sélection qui permettront d'améliorer de manière significative la conformation de ses animaux. Son étable est récompensée 265 fois entre 1853 et 1896, avec notamment un grand prix d'honneur toutes races confondues lors de l'Exposition universelle de 1889. Après la création du herd-book limousin, il devient en 1893 président du syndicat de la race bovine limousine.